# Commission des forêts du Royaume-Uni
La Commission des forêts (Forestry Commission, fondée en 1919) est un département gouvernemental non ministériel chargé de la foresterie en Grande-Bretagne. Sa mission est de protéger et étendre les forêts britanniques et accroître leur valeur pour la société et l'environnement.

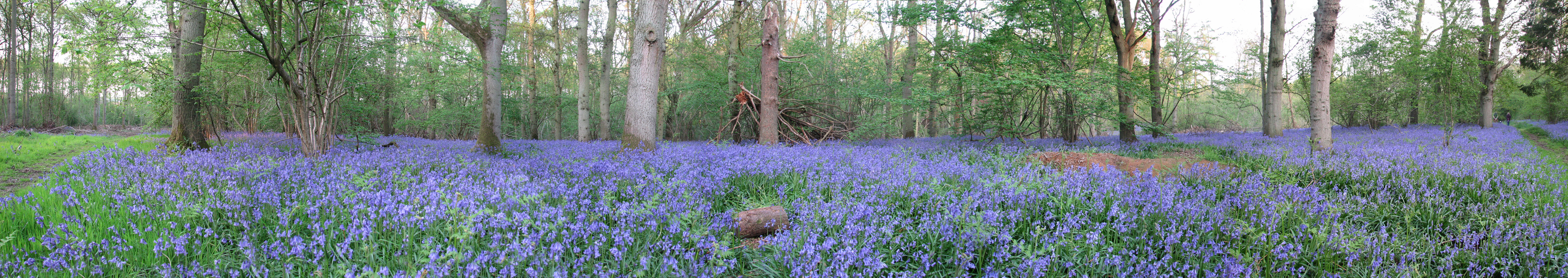
Vue sur le Nord-Est de Bucknell Wood, faisant part de la forêt de Whittlewood

## Rôle
La Commission des forêts du Royaume-Uni gère presque un million d'hectares de terres en Grande-Bretagne, ce qui en fait le plus grand gestionnaire de terrains du pays. La majorité de ces terrains se trouvent en Écosse, 26 % en Angleterre et le reste au Pays de Galles. Certains des paysages les plus spectaculaires sont à sa charge. Elle mène dans ces forêts des activités d'entretien et d'amélioration du milieu naturel, et d'exploitation de bois d'œuvre.
Le reboisement est le principal but de sa création en 1919. La Grande-Bretagne n'a plus aujourd'hui que 5 % de la forêt qui la couvrait autrefois et le gouvernement veut créer une ressource en bois importante. Depuis, la surface en forêt a plus que doublé et la commission veille aujourd'hui plutôt à l'entretien et la pérennisation de ces forêts et à maximiser les bénéfices publics à en retirer.
La Commission des forêts est également l'organisme gouvernemental qui gère la législation concernant les forêts privées (dont l'abattage ne peut se faire sans l'accord de la Commission) et qui encourage les plantations. Elle assure ce rôle par l'octroi de subventions.

## Structure
L'organisation a un bureau de commissionnaires qui a des devoirs et des pouvoirs indiqués dans son statut. Il est composé d'un président, et de dix membres dont le directeur général, nommé par le Roi.